# Wicked Pictures
Wicked Pictures é uma produtora de filmes pornográficos americana sediada em Canoga Park, na Califórnia. Em 2006, foi descrita pela Reuters como um dos poucos estúdios que dominam a indústria da pornografia nos Estados Unidos. Eles são o único estúdio de produções heterossexuais que tem mantido uma política de filmes somente com uso de preservativos desde 2004.

## Prêmios

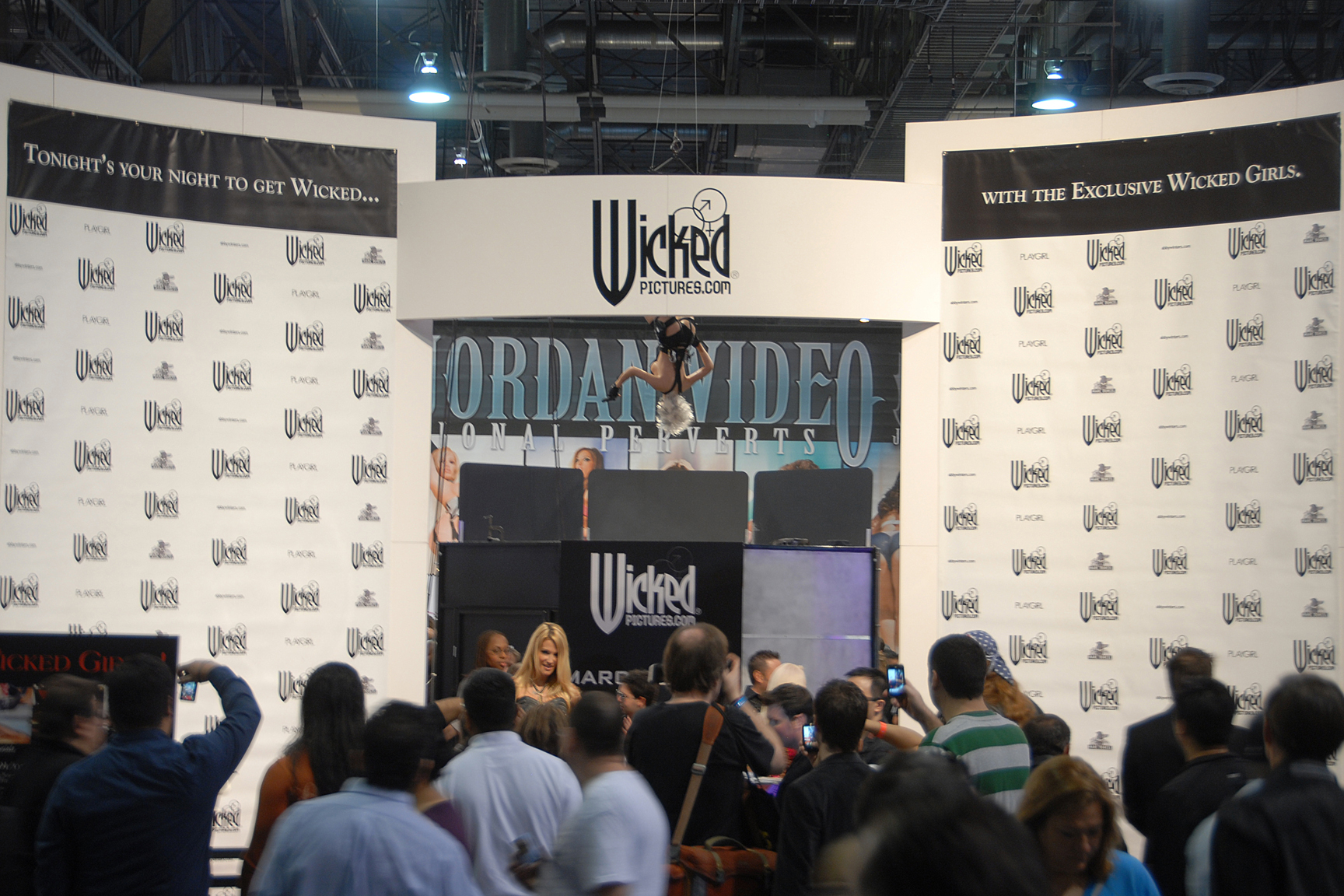
Exposição da Wicked Pictures durante o AVN Adult Entertainment Expo, no Centro de Convenção Sands, Las Vegas, Nevada em 7-10 de janeiro de 2010

- 1994: AVN Award – Best Video Feature – Haunted Nights[3]
- 1996: AVN Award – Best Film – Blue Movie[3]
- 1998: AVN Award – Best Vignette Release – Heart & Soul[3]
- 2001: AVN Award – Top Selling Release of the Year – Dream Quest[3]
- 2001: AVN Award – Top Renting Release of the Year – Dream Quest[3]
- 2002: AVN Award – Best Video Feature – Euphoria[3]
- 2003: AVN Award – Best DVD – Euphoria[3]
- 2004: AVN Award – Best Video Feature – Beautiful[3]
- 2007: AVN Award – Best Film – Manhunters[3]
- 2008: AVN Award – Best Sex Comedy – Operation: Desert Stormy[4]